# Правительство Республики Хорватия
Правительство Республики Хорватия (хорв. Vlada Republike Hrvatske) — официальное название высшего органа системы исполнительной власти Республики Хорватия. В Хорватии обычно употребляются короткие названия — Хорватское правительство (хорв. Hrvatska Vlada) или просто Правительство (хорв. Vlada).
Место расположения Правительства — в Загребе, Банские дворы, на Площади Святого Марка, а правительственные учреждения размещены в нескольких местах города.

## Круг полномочий

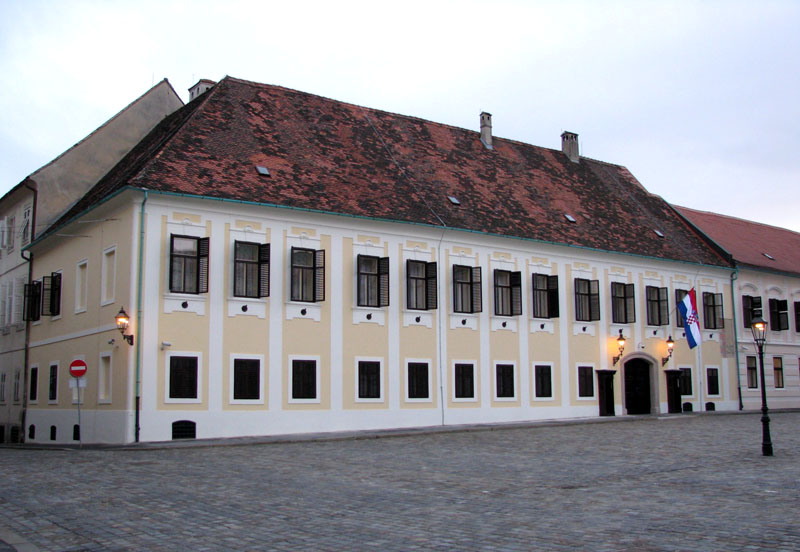
Банские дворы, здание Правительства Республики Хорватии

Правительство Республики Хорватии — это орган государственной власти, который осуществляет исполнительную власть в соответствии с Конституцией и законами Хорватии; его внутренняя организация, рабочие процедуры и порядок принятия решений определяются Законом о Правительстве Республики Хорватии и Регламентом Правительства.
Правительство издаёт постановления, принимает законодательные акты, выносит на рассмотрение государственный бюджет и обеспечивает соблюдение законов и других нормативных актов, принятых хорватским Сабором. В рамках своих полномочий Правительство также принимает постановления, административные акты и распоряжения о назначении и увольнении назначенных должностных лиц и государственных служащих. Правительство принимает решения в случае конфликта юрисдикций между государственными учреждениями, даёт ответы на запросы депутатов, подготавливает проекты законов и других нормативных актов, даёт заключения по законам и другим регуляторным актам и принимает стратегию экономического и социального развития.

## Организация Правительства
Правительство состоит из премьер-министра, одного или нескольких вице-премьеров и министров.
Во главе правительства стоит Председатель Правительства (хорв. Predsjednik Vlade), который также называется премьер-министром (хорв. Premijer). Премьер-министр назначается Президентом Республики из числа тех, кто имеет поддержку большинства хорватского парламента, и утверждается парламентом. Министры назначаются премьер-министром и утверждаются парламентом.
Правительство подотчетно парламенту страны. Премьер-министр и члены Правительства несут солидарную ответственность за решения, принятые правительством, и индивидуальную ответственность за свои министерские посты.
Согласно решению хорватского Сабора, в котором выражается доверие к Правительству Республики Хорватии, Президент Республики издает указ о назначении премьер-министра, который поступает на подпись главе хорватского Сабора; приказы о назначении членов правительства отдает премьер-министр и подписывает Председатель хорватского Сабора.
Срок полномочий членов правительства начинается с даты назначения и прекращается с даты увольнения.

## Состав 12-го правительства Республики Хорватии
По результатам выборов 2011 года, состав Правительства следующий:
| Министр                            | Министр              | Партия       | Должность                                                               | Срок полномочий   |
| ---------------------------------- | -------------------- | ------------ | ----------------------------------------------------------------------- | ----------------- |
|                                    | Зоран Миланович      | СДП          | Премьер-министр                                                         | 23 декабря 2011 - |
|                                    | Радимир Чачич        | ХНП-ЛД       | Первый вице-премьер, министр экономики                                  | 23 декабря 2011 - |
|                                    | Миланка Опачич       | СДП          | Вице-премьер, министр социальной политики и молодёжи                    | 23 декабря 2011 - |
|                                    | Невен Мимица         | СДП          | Вице-премьер (по вопросам внутренней, внешней и европейской политики)   | 23 декабря 2011 - |
|                                    | Бранко Грчич         | СДП          | Вице-премьер, министр регионального развития и управления средствами ЕС | 23 декабря 2011 - |
|                                    | Весна Пусич          | ХНП-ЛД       | Министерство иностранных дел и европейской интеграции                   | 23 декабря 2011 - |
|                                    | Славко Линич         | СДП          | Министр финансов                                                        | 23 декабря 2011 - |
|                                    | Ранко Остоич         | СДП          | Министр внутренних дел                                                  | 23 декабря 2011 - |
|                                    | Арсен Баук           | СДП          | Министр управления                                                      | 23 декабря 2011 - |
|                                    | Тихомир Яковина      | СДП          | Министр сельского хозяйства                                             | 23 декабря 2011 - |
|                                    | Златко Комадина      | СДП          | Министр моря, транспорта и инфраструктуры                               | 23 декабря 2011 - |
|                                    | Мирандо Мрсич        | СДП          | Министр труда и пенсионной системы                                      | 23 декабря 2011 - |
|                                    | Райко Остоич         | СДП          | Министр здравоохранения и социального обеспечения                       | 23 декабря 2011 - |
|                                    | Мирела Холи          | СДП          | Министр охраны окружающей среды и природы                               | 23 декабря 2011 - |
|                                    | Желько Йованович     | СДП          | Министр науки, образования и спорта                                     | 23 декабря 2011 - |
|                                    | Анте Котроманович    | СДП          | Министр обороны                                                         | 23 декабря 2011 - |
|                                    | Гордан Марас         | СДП          | Министр предпринимательства и ремесел                                   | 23 декабря 2011 - |
|                                    | Предраг Матич        | Беспартийный | Министр по делам семьи, делам ветеранов и солидарности поколений        | 23 декабря 2011 - |
|                                    | Орсат Миленич        | Беспартийный | Министр юстиции                                                         | 23 декабря 2011 - |
|                                    | Велько Остоич        | ДАИ          | Министр туризма                                                         | 23 декабря 2011 - |
|                                    | Иван Врдоляк         | ХНП-ЛД       | Министр строительства                                                   | 23 декабря 2011 - |
|                                    | Андреа Златар-Виолич | ХНП-ЛД       | Министр культуры                                                        | 23 декабря 2011 - |
| Источник: Vlada Republike Hrvatske |                      |              |                                                                         |                   |